# UFC 141
UFC 141: Lesnar vs. Overeem fue un evento de artes marciales mixtas celebrado por Ultimate Fighting Championship el 30 de diciembre de 2011 en el MGM Grand Garden Arena, en Las Vegas, Nevada.

## Historia
UFC 141 fue el último evento que transmitió las peleas preliminares en vivo por Spike TV.
TJ Grant fue originalmente programado para hacer frente a Jacob Volkmann en este evento, pero se vio obligado a retirarse debido a una lesión no divulgada, y fue reemplazado por el veterano que estaba de regreso Efraín Escudero.
Ramsey Nijem fue programado para enfrentar a Anthony Njokuani en el evento, pero se vio obligado a retirarse debido a una lesión no divulgada, y fue reemplazado por Danny Castillo.
Matthew Riddle estaba programado para enfrentar a Luis Ramos, pero la pelea fue cancelada a pocos minutos antes de la pelea debido a la criba de una enfermedad.

## Premios extra
Cada peleador recibió un bono de $75.000.
- Pelea de la Noche: Nate Diaz vs. Donald Cerrone
- KO de la Noche: Johny Hendricks
- Sumisión de la Noche: No hubo sumisiones